# Титов Микола Сергійович
Микола Сергійович Титов (1913, станція Дружківка, тепер місто Донецької області — ?) — український радянський партійний діяч, 2-й секретар Запорізького обкому КП(б)У, голова Запорізького облвиконкому. Депутат Верховної Ради УРСР 3-го скликання.

## Біографія
Народився у вересні 1913 року на станції Дружківка (біля села Ново-Яковлівка) у робітничій родині. Батько працював на станції Мелітополь паровозним машиністом.
У 1922—1928 роках — учень семирічної школи при станції Мелітополь. У 1928—1931 роках — учень зернового відділення сільськогосподарського технікуму.
У березні 1931 — вересні 1932 року — агроном Василівської районної колгоспної спілки на Запоріжчині.
У вересні 1932 — жовтні 1933 року — агроном, у жовтні 1933 — жовтні 1937 року — головний агроном, у жовтні 1937 — грудні 1938 року — завідувач Василівського районного земельного відділу Дніпропетровської області.
У грудні 1938 — 1939 року — начальник 1-го виробничо-територіального управління, у 1939 — лютому 1940 року — начальник зерно-олійного управління Запорізького обласного земельного управління.
У лютому — серпні 1940 року — референт з сільськогосподарських питань при виконавчому комітеті Запорізької обласної ради депутатів трудящих.
Член ВКП(б) з березня 1940 року.
У серпні 1940 — вересні 1941 року — голова виконавчого комітету Кам'янсько-Дніпровської районної ради депутатів трудящих Запорізької області.
Під час німецько-радянської війни з вересня 1941 року перебував у евакуації. У грудні 1941 — квітні 1942 року — секретар виконавчого комітету Чапаївської районної ради депутатів трудящих у селі Сулак Саратовської області.
У квітні — грудні 1942 року — політичний керівник роти Тихоокеанського флотського екіпажу ВМС СРСР у місті Владивостоці.
У січні — квітні 1943 року — старший агроном Сулакської машинно-тракторної станції (МТС) Чапаївського району Саратовської області.
У квітні — вересні 1943 року — курсант курсів радянських працівників при ЦК КП(б)У у місті Саратові.
У вересні 1943 — січні 1944 року — виконувач обов'язків секретаря виконавчого комітету Запорізької обласної ради депутатів трудящих.
У січні — серпні 1944 року — голова виконавчого комітету Пологівської районної ради депутатів трудящих Запорізької області.
У серпні 1944 — січні 1949 року — 1-й секретар Гуляйпільського районного комітету КП(б)У Запорізької області. Одночасно з грудня 1946 по травень 1947 року — слухач шестимісячних партійних курсів при ЦК КП(б)У.
15 січня 1949 — 22 квітня 1950 року — 2-й секретар Запорізького обласного комітету КП(б)У.
22 квітня 1950 — 14 березня 1951 року — голова виконавчого комітету Запорізької обласної ради депутатів трудящих.
14 березня 1951 — 11 грудня 1952 року — 1-й заступник голови виконавчого комітету Запорізької обласної ради депутатів трудящих.
З грудня 1952 року — заступник начальника відділу робітничого постачання будівельно-монтажного управління № 4 «Укрводбуду». Подальша доля невідома.

## Родина
Одружений. Мав двох синів.

## Нагороди
- орден Трудового Червоного Прапора (23.01.1948)
- орден Вітчизняної війни 1-го ст. (1.02.1945)
- ордени
- медалі